# Verrières (Puy-de-Dôme)
Verrières település Franciaországban, Puy-de-Dôme megyében. Lakosainak száma 74 fő (2022. január 1.). Verrières Grandeyrolles, Saint-Diéry és Saint-Nectaire községekkel határos.

## Népesség
A település népessége az elmúlt években az alábbi módon változott:
| Lakosok száma | 77   | 74   | 73   | 71   | 72   | 72   | 72   | 72   | 74   |
|               | 2013 | 2015 | 2016 | 2017 | 2018 | 2019 | 2020 | 2021 | 2022 |